# Stroudia rufipetiolata
Stroudia rufipetiolata är en stekelart som först beskrevs av Schulthess 1913.  Stroudia rufipetiolata ingår i släktet Stroudia och familjen Eumenidae. Inga underarter finns listade i Catalogue of Life.